# Paul Jean Flandrin

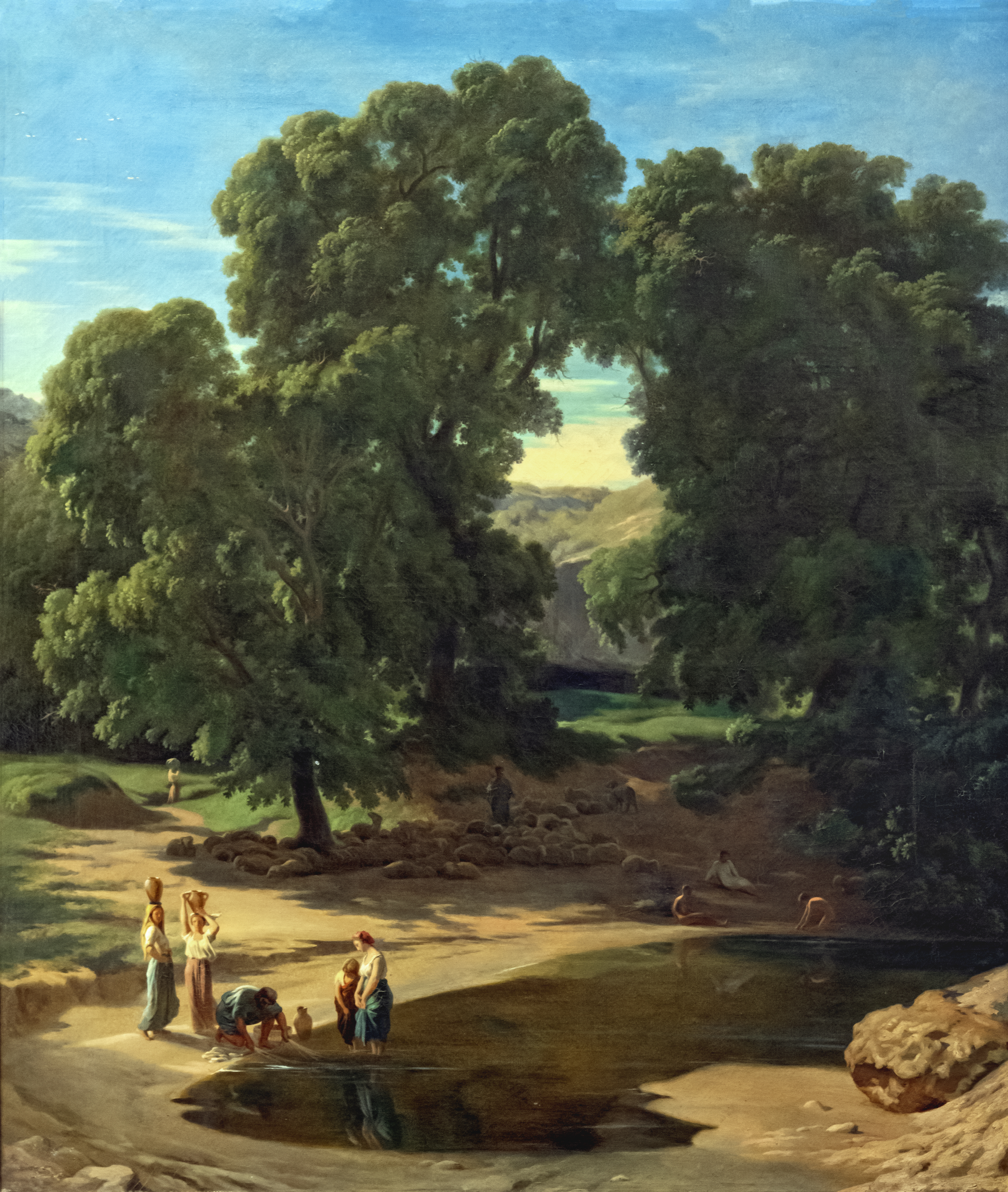
Die Ufer des Gardon.
Montauban

Paul Jean Flandrin (* 28. Mai 1811 in Lyon; † 8. März 1902 in Paris) war  ein französischer Landschaftsmaler.
Er war der jüngere Bruder der Maler Auguste Flandrin und Hippolyte Flandrin. Er heiratete 1852 Aline-Agathe Desgoffe, Tochter des Malers Alexandre Desgoffe (1805–1882), die ihm einen Sohn gebar.
Paul Flandrin erhielt den ersten Malunterricht beim Kirchenmaler Jean-André Magnin, Landschafts- und Tiermaler Antoine Duclaux sowie beim Bildhauer Jean-François Legendre-Héral. Ab 1827 studierte er an der École des beaux-arts de Lyon bei Pierre Révoil. 1829 kam er mit seinem Bruder Hippolyte Flandrin nach Paris in das Atelier von Jean-Auguste-Dominique Ingres.
Er scheiterte zweimal am Prix de Rome, schloss sich jedoch seinem Bruder Hippolyte an, der diesen Wettbewerb gewann. Sie kamen nach Italien und lebten von 1833 bis 1837 in Rom, in dem sich Paul auf Landschaftsmalerei spezialisierte. 1843 besuchte Paul Nordafrika.
Ab 1838 zeigte er seine Werke im Salon der Société des Artistes Français. Beim Bruder Auguste erlernte er Lithografie.
1844 schuf Paul Flandrin Wandmalereien in der Taufkapelle der Pariser Pfarrkirche St. Severin. Er malte und zeichnete auch Porträts sowie Karikaturen.
Er wurde auf dem Friedhof Père-Lachaise begraben.